# شركة الصين للتأمين على الحياة
شركة الصين للتأمين على الحياة المحدودة (بالإنجليزية: China Life Insurance  company limited ) هي شركة مسجلة في الصين ومقرها بكين ، تقدم منتجات التأمين على الحياة والمعاشات التقاعدية . تحتل الشركة المرتبة رقم 94 في قائمة شركات فورتشن 2015 جلوبال 500.  وهي أكبر شركة تأمين على الحياة في الصين من حيث الحصة السوقية، اعتبارًا من أبريل 2023.  في عام 2023، احتلت الشركة المرتبة 62 في قائمة فوربس العالمية 2000. 
في عام 2022، أعلنت الشركة عن إلغاء إدراج أسهم الإيداع الأمريكية (ADS) وأن آخر يوم للتداول كان من المقرر أن يكون 1 سبتمبر 2022. كانت الأوراق المالية الأساسية لـ ADS هي الأسهم H، والتي ستستمر في التداول في بورصة هونج كونج. واستشهدت الشركة بحجم التداول المحدود في قائمة الإيداع الأمريكية والتكاليف الإدارية كأسباب لشطب أسهمها من القائمة. 
في عام 2023، استثمرت شركة التأمين على الحياة الصينية 3.5 مليار دولار في صندوق هونغهو للاستثمار في الأوراق المالية الخاصة. تم استثمار نفس المبلغ من قبل شركة نيو تشاينا للتأمين على الحياة . ويهدف الصندوق إلى تحسين كفاءة استخدام رأس المال وزيادة أصول الاستثمار طويلة الأجل.